# Viliam Klimáček
Viliam Klimáček (* 14. září 1958, Trenčín, Slovensko) je slovenský dramatik, básník, prozaik, režisér, scenárista a herec divadla GUnaGU, autor knih pro děti a mládež.

## Životopis
Vystudoval lékařskou fakultu Univerzity Komenského v Bratislavě a pracoval jako lékař-anesteziolog v Bratislavě. V roce 1992 zanechal svého povolání a profesionálně se začal věnovat divadlu. Je spoluzakladatelem, režisérem, scenáristou a hercem bratislavského divadla GUnaGU.

## Tvorba
Knižně debutoval v roce 1988 sbírkou básní Až po uši.
Ve svých dílech využívá avantgardní jazykové prostředky, postupy pokleslých žánrů, dětský a studentský slang a slovní hry, paroduje tradiční náležitosti knihy (motto, doslov a jiné), převrací tradiční literární motivy a biblické mýty naruby. Rozvíjí v nich motivy dětství, dospívání,
lásky, erotiky, života i smrti, domova a světa, také se vrací ke vzpomínkám na vojnu, život na internátu či na vysoké škole, kdy předvádí radostný a hravý vztah k životu, v obrazech reality často využívá její grotesknosti a absurdity.

## Dílo
- Seznam děl v Souborném katalogu ČR, jejichž autorem nebo tématem je Viliam Klimáček

### Poezie
- 1988 – Až po uši
- 1991 – Zdravotní knížka pro vojáky základní služby
- 1992 – Karamelky
- 1995 – Komiks

### Próza
- 1991 – Ďalekohladenie, povídka
- 1997 – Panic v podzemí, román
- 1999 – Váňa Krutov, román
- 2002 – Naďa má čas, román
- 2007 – Námestie kozmonautov

### Drama
- 1998 – Mária Sabína, výběr z divadelních her (divadelní texty)
- 2006 – Dr. Gustáv Husák: Väzeň prezidentov – prezident väzňov
- 2008 – Dračí doupě, premiéra 7. listopadu, Dejvické divadlo
- 2009 – Mária Antoinetta, libreto k muzikálu
- 2010 – Komunizmus, divadelní hra
- 2011 – GYMPEL.TV, scénář k seriálu
- 2012 – Holokaust, divadelní hra

### Díla pro děti a mládež
- 1996 – Noha k nohe, pohádka

### Ostatní díla
- 2000 – Remix GUnaGU, kniha o divadle (získala Výroční cenu Asociace organizací spisovatelů Slovenska)